# Anastasija Grigorjeva
Anastasija Grigorjeva (Daugavpils, 12 de mayo de 1990) es una deportista letona que compite en lucha libre.
Ganó dos medallas de bronce en el Campeonato Mundial de Lucha, en los años 2014 y 2017, y siete medallas en el Campeonato Europeo de Lucha entre los años 2010 y 2019.
En los Juegos Europeos obtuvo dos medallas, oro en Minsk 2019 y bronce en Bakú 2015. Participó en dos Juegos Olímpicos de Verano, ocupando el octavo lugar en Río de Janeiro 2016 y el noveno en Londres 2012.

## Palmarés internacional
| Campeonato Mundial | Campeonato Mundial   | Campeonato Mundial | Campeonato Mundial |
| Año                | Lugar                | Medalla            | Categoría          |
| ------------------ | -------------------- | ------------------ | ------------------ |
| 2014               | Taskent (Uzbekistán) | Medalla de bronce  | 63 kg              |
| 2017               | París (Francia)      | Medalla de bronce  | 60 kg              |
| Juegos Europeos    |                      |                    |                    |
| Año                | Lugar                | Medalla            | Categoría          |
| 2015               | Bakú (Azerbaiyán)    | Medalla de bronce  | 63 kg              |
| 2019               | Minsk (Bielorrusia)  | Medalla de oro     | 68 kg              |
| Campeonato Europeo |                      |                    |                    |
| Año                | Lugar                | Medalla            | Categoría          |
| 2010               | Bakú (Azerbaiyán)    | Medalla de oro     | 55 kg              |
| 2012               | Belgrado (Serbia)    | Medalla de plata   | 59 kg              |
| 2013               | Tiflis (Georgia)     | Medalla de oro     | 63 kg              |
| 2014               | Vantaa (Finlandia)   | Medalla de oro     | 63 kg              |
| 2016               | Riga (Letonia)       | Medalla de oro     | 63 kg              |
| 2017               | Novi Sad (Serbia)    | Medalla de plata   | 60 kg              |
| 2019               | Bucarest (Rumania)   | Medalla de bronce  | 68 kg              |